# Osoby, które odmówiły przyjęcia lub zwróciły ordery i odznaczenia w III Rzeczypospolitej
W III Rzeczypospolitej kilkadziesiąt osób (fizycznych lub prawnych) odmówiło przyjęcia orderów lub odznaczeń. Kilka osób odesłało ordery lub odznaczenia instytucjom je nadającym. Część z tych orderów była przyznana przez Prezydenta RP. Inne – przez inne kapituły lub instytucje. W dalszej części uwzględniono również odmowy przyjęcia odznaczeń zagranicznych.

## Statystyka
Poniższa statystyka dotyczy jedynie orderów nadawanych przez Prezydenta RP. W czasie kadencji poszczególnych prezydentów poniższe osoby odmówiły przyjęcia lub odesłały przyznane im ordery. Szczegóły i uzasadnienie podane są pod tabelą.
Statystyka zawiera wszystkie osoby, które ogłosiły, że odmówiły przyjęcia lub zwróciły ordery lub odznaczenia, z wyjątkiem Krzyża Wolności i Solidarności, z powodów wyjaśnionych w sekcji dotyczącej tego Krzyża.
Statystyka dotyczy osób, które:
1. odmówiły instytucji, która wyszła z inicjatywą wystąpienia do Prezydenta o odznaczenie;
2. odmówiły Kancelarii Prezydenta RP w czasie nieformalnego sondowania stanowiska osoby, która ma być odznaczona;
3. oficjalnie odmówiły odebrania orderu po podpisaniu przez Prezydenta postanowienia o nadaniu orderu;
4. zwróciły order po jakimś czasie.

| Kadencja (nazwisko i daty)                                 | Rok lub jego część | Liczba odmów/ zwrotów | Odmawiający/zwracający i odznaczenie |
| ---------------------------------------------------------- | ------------------ | --------------------- | --- |
| Lech Wałęsa (22 grudnia 1990 – 22 grudnia 1995)            | 1991               | 0                     | |
| Lech Wałęsa (22 grudnia 1990 – 22 grudnia 1995)            | 1992               | 1                     | Janusz Kamocki |
| Lech Wałęsa (22 grudnia 1990 – 22 grudnia 1995)            | 1993               | 0                     | |
| Lech Wałęsa (22 grudnia 1990 – 22 grudnia 1995)            | 1994               | 1                     | Jerzy Giedroyc |
| Lech Wałęsa (22 grudnia 1990 – 22 grudnia 1995)            | 1995               | 0                     | |
| Lech Wałęsa (22 grudnia 1990 – 22 grudnia 1995)            | Suma               | 2                     | |
| Aleksander Kwaśniewski (23 grudnia 1995 – 23 grudnia 2005) | 1996               | 1                     | Kazimierz Pużak (pośmiertnie, przyjęcia odmówiła córka) |
| Aleksander Kwaśniewski (23 grudnia 1995 – 23 grudnia 2005) | 1997               | 3                     | Mieczysław Dukalski , Marian Kołodziej , Halina Słojewska-Kołodziej |
| Aleksander Kwaśniewski (23 grudnia 1995 – 23 grudnia 2005) | 1998               | 2                     | Zbigniew Herbert (pośmiertnie, przyjęcia odmówiła żona), Bogusław Nizieński |
| Aleksander Kwaśniewski (23 grudnia 1995 – 23 grudnia 2005) | 1999               | 1                     | Tadeusz Isakowicz-Zaleski |
| Aleksander Kwaśniewski (23 grudnia 1995 – 23 grudnia 2005) | 2000               | 1                     | Tadeusz Styczeń |
| Aleksander Kwaśniewski (23 grudnia 1995 – 23 grudnia 2005) | 2001               | 2                     | Wiesław Ukleja , Jan Beszta-Borowski |
| Aleksander Kwaśniewski (23 grudnia 1995 – 23 grudnia 2005) | 2002               | 0                     | |
| Aleksander Kwaśniewski (23 grudnia 1995 – 23 grudnia 2005) | 2003               | 1                     | Ryszard Siwiec (pośmiertnie, przyjęcia odmówiła rodzina) |
| Aleksander Kwaśniewski (23 grudnia 1995 – 23 grudnia 2005) | 2004               | 0                     | |
| Aleksander Kwaśniewski (23 grudnia 1995 – 23 grudnia 2005) | 2005               | 0                     | |
| Aleksander Kwaśniewski (23 grudnia 1995 – 23 grudnia 2005) | Suma               | 11                    | |
| Lech Kaczyński (23 grudnia 2005 – 10 kwietnia 2010)        | 2006               | 3                     | Władysław Barański , Edmund Bałuka , Wojciech Jaruzelski |
| Lech Kaczyński (23 grudnia 2005 – 10 kwietnia 2010)        | 2007               | 4                     | Marek Burak , Andrzej Celiński , Jerzy Filak , Kornel Morawiecki |
| Lech Kaczyński (23 grudnia 2005 – 10 kwietnia 2010)        | 2008               | 11                    | Seweryn Blumsztajn , Adam Borowski , Marek Chimiak , Bogdan Czajkowski , Anna Grupińska , Tadeusz Janiszewski , Marcin Kęszycki , Czesław Kłosek , Agata Mróz-Olszewska , Jacek Rakowiecki , Ewa Wójciak |
| Lech Kaczyński (23 grudnia 2005 – 10 kwietnia 2010)        | 2009               | 5                     | Jan Hałas , Krzysztof Król , Bogdan Migas , Ewa Milewicz , Dariusz Wójcik |
| Lech Kaczyński (23 grudnia 2005 – 10 kwietnia 2010)        | 2010               | 2                     | Krzysztof Czuma , Piotr Piętak |
| Lech Kaczyński (23 grudnia 2005 – 10 kwietnia 2010)        | Suma               | 25                    | |
| Bronisław Komorowski (10 kwietnia 2010 – 6 sierpnia 2015)  | 2010               | 0                     | |
| Bronisław Komorowski (10 kwietnia 2010 – 6 sierpnia 2015)  | 2011               | 21                    | Bogusław Andruchowicz , Jan Beszta-Borowski , Stanisław Czuszel , Joanna Duda-Gwiazda , Stanisław Fudakowski , Andrzej Gwiazda , Zbigniew Hołdys, Zygmunt Kozicki , Wiesława Kwiatkowska , Joanna Łukasiewicz-Wyrwich , Jacek Merkel , Elżbieta Morawiec , Czesław Nowak , Paweł Perchel , Joanna Radecka , Józef Raszewski , Jerzy Sychut ; Alojzy Szablewski , Ryszard Wyczachowski , Mateusz Wyrwich , Krzysztof Wyszkowski |
| Bronisław Komorowski (10 kwietnia 2010 – 6 sierpnia 2015)  | 2012               | 2                     | Jan Kochanek , Andrzej Rozpłochowski |
| Bronisław Komorowski (10 kwietnia 2010 – 6 sierpnia 2015)  | 2013               | 4                     | Tytus Czartoryski , Wojciech Gędek , Wiesław Rachwał , Olgierd Wojciechowicz |
| Bronisław Komorowski (10 kwietnia 2010 – 6 sierpnia 2015)  | 2014               | 3                     | Stanisław Kukiełka , Bogusław Owoc , Krystyna Ruchniewicz-Misiak |
| Bronisław Komorowski (10 kwietnia 2010 – 6 sierpnia 2015)  | 2015               | 0                     | |
| Bronisław Komorowski (10 kwietnia 2010 – 6 sierpnia 2015)  | Suma               | 30                    | |
| Andrzej Duda (6 sierpnia 2015 – 6 sierpnia 2025)           | 2015               | 4                     | Jan Beszta-Borowski , Maciej Jankowski , Leopold Stawecki , Ludwik Turko |
| Andrzej Duda (6 sierpnia 2015 – 6 sierpnia 2025)           | 2016               | 3                     | Lech Kosiak , Andrzej Łoziński , Ryszard Pusz |
| Andrzej Duda (6 sierpnia 2015 – 6 sierpnia 2025)           | 2017               | 11                    | Władysław Barański (pośmiertnie, przyjęcia odmówiła rodzina), Wojciech Bielecki , Stanisław Dembowski , Kinga Kamińska , Barbara Kojer , Piotr Kuropatwiński , Annette Laborey , Krzysztof Leski , Zygmunt Łenyk , Stefan Niesiołowski , Alberto Stebelski-Orlowski |
| Andrzej Duda (6 sierpnia 2015 – 6 sierpnia 2025)           | 2018               | 10                    | Bogdan Czajkowski , Daniel Śleboda , Jadwiga Śleboda , Grzegorz Gorzelak , Andrzej Kompa , Paweł Piekarczyk , Krzysztof Siemieński , Andrzej Jan Sokołowski , Ludmiła Żylińska |
| Andrzej Duda (6 sierpnia 2015 – 6 sierpnia 2025)           | 2019               | 0                     | |
| Andrzej Duda (6 sierpnia 2015 – 6 sierpnia 2025)           | 2020               | 1                     | Irena Telesz-Burczyk |
| Andrzej Duda (6 sierpnia 2015 – 6 sierpnia 2025)           | 2021               | 1                     | Andrzej Owczarek |
| Andrzej Duda (6 sierpnia 2015 – 6 sierpnia 2025)           | 2022               | 2                     | Tomasz Dariusz Wojciechowski , Tomasz Dariusz Wojciechowski |
| Andrzej Duda (6 sierpnia 2015 – 6 sierpnia 2025)           | 2023               | 1                     | Teresa Kalina |
| Andrzej Duda (6 sierpnia 2015 – 6 sierpnia 2025)           | 2024               | 0                     | |
| Andrzej Duda (6 sierpnia 2015 – 6 sierpnia 2025)           | 2025               | 0                     | |
| Andrzej Duda (6 sierpnia 2015 – 6 sierpnia 2025)           | Suma               | 33                    | |
| Karol Nawrocki (6 sierpnia 2025 –)                         | 2025               | 0                     | |
| Karol Nawrocki (6 sierpnia 2025 –)                         | Suma               | 0                     | |

W kadencji Lecha Kaczyńskiego w Biurze Kadr i Odznaczeń Kancelarii Prezydenta RP stworzono ewidencję osób, które odmówiły przyjęcia orderów i medali. Od kwietnia 2008 do listopada 2010 wpisano do niej 25 nazwisk.

## Szczegóły
Daty w nawiasie po nazwisku dotyczą daty odmowy lub zwrotu.

### Odznaczenia polskie

#### Odznaczenia nadane przez prezydentów RP

##### Order Orła Białego
- Jerzy Giedroyc (1994) – protestując przeciw kierunkowi, jaki w Polsce obrali rządzący[2][3];
- Kazimierz Pużak (1996) – prezydent RP Aleksander Kwaśniewski odznaczył go 11 listopada 1996 r. pośmiertnie[4]. Córka, Maria Pużak odmówiła jednak odebrania orderu[5]. Order został przekazany wnukowi Pużaka 7 lipca 2009 r. przez Jana Olszewskiego, doradcę prezydenta RP Lecha Kaczyńskiego[6];
- Zbigniew Herbert (1998) – 30 lipca 1998 r. prezydent Aleksander Kwaśniewski odznaczył go pośmiertnie[7][8], jednak wdowa po poecie, Katarzyna Herbertowa, odmówiła przyjęcia odznaczenia[9]. Po 9 latach, 3 maja 2007 r., Katarzyna Herbertowa oraz siostra poety, Halina Herbert-Żebrowska, odebrały to odznaczenie z rąk prezydenta Lecha Kaczyńskiego[10][11].

##### Order Odrodzenia Polski

###### Krzyż Wielki
- Kornel Morawiecki (czerwiec 2007) – odmówił przyjęcia z rąk prezydenta RP proponowanego mu w 25-lecie powstania Solidarności Walczącej, uznając, że reprezentowanej przez niego organizacji należy się najwyższe polskie odznaczenie – Order Orła Białego[12].

###### Krzyż Komandorski z Gwiazdą
- Seweryn Blumsztajn (lipiec 2008) – odesłał odznaczenie, którym został odznaczony w 2006 r. W liście otwartym do prezydenta pisał: „Używa Pan majestatu swego urzędu, by zniesławiać wysiłek całego pokolenia, które walczyło wpierw o wolną Polskę, a potem w latach 90. budowało zręby naszego państwa. Rozdaje Pan mnóstwo odznaczeń, a jednocześnie znieważa dorobek, historię i symbole opozycji demokratycznej i „Solidarności” – ruchu, który Polskę wyzwolił”[13].

###### Krzyż Komandorski
- Marian Kołodziej (27 marca 1997) – „Przy naszej przeszłości z rąk tego człowieka nie mogliśmy niczego brać” – wspominała Halina Słojewska-Kołodziej, która w 1980 r. występowała dla robotników strajkujących w Stoczni Gdańskiej[2];
- Bogusław Nizieński (marzec 1998)[14];
- Ryszard Siwiec (2003) – odznaczony pośmiertnie, rodzina zmarłego odmówiła przyjęcia odznaczenia od prezydenta Kwaśniewskiego 4 września 2003 r.;
- Andrzej Celiński (2007) – zapowiedział, że zwróci otrzymany w 2006 r. order zbulwersowany sposobem wręczenia przez policję wezwania na przesłuchanie w charakterze świadka[15];
- Czesław Kłosek (kwiecień 2008) – Otrzymał order w 2007 r., w 27. rocznicę podpisania porozumienia jastrzębskiego[16]. Bezpośrednim powodem zwrotu orderu było „nadanie przez prezydenta Kaczyńskiego polskiego obywatelstwa brazylijskiemu piłkarzowi Rogerowi Guerreirze”[17], ale media podały, że „sprawa z brazylijskim piłkarzem nie była jedynym powodem decyzji. Choć cieszył się z orderu, nigdy go nawet nie założył. Razi go prowadzona przez prezydenta polityka i ciągłe obrażanie się na wszystkich. Z obiecywanych zaś przez PiS zmian w wymierzaniu sprawiedliwości została figa z makiem: stalinowscy sędziowie, prokuratorzy, esbecy i donosiciele zbierają grubą śmietankę, a ich ofiary chlipią łzami rozcieńczoną serwatkę. – Nie o taką Rzeczpospolitą walczyliśmy”[18];
- Ewa Milewicz (kwiecień 2009) – zwróciła order, w liście do prezydenta Lecha Kaczyńskiego napisała: „Skoro Lech Wałęsa i ci, którzy się z nim solidaryzują są nikczemni, a IPN odważny, proszę przyjąć moje odznaczenie”[19];
- Krzysztof Król (10 września 2009) – odmowę przyjęcia uzasadnił tym, że odznaczenia wręczał Jan Olszewski, który – według słów działaczy KPN – w latach 70. odmawiał ich obrony[20][21];
- Jacek Merkel (2011).
- Jan Beszta-Borowski (2015) – nie przyjął odznaczenia, podtrzymując swój protest z 21 maja 2011 roku[22].

###### Krzyż Oficerski
- Janusz Kamocki (1992) – odmówił przyjęcia na 50-lecie AK, gdyż wręczano jeszcze odznaczenia i legitymacje z symbolami PRL, które dopiero w przyszłości miano wymienić[23]. Przyjął order w 2009 r.;
- Halina Słojewska-Kołodziej (27 marca 1997) – (vide Marian Kołodziej powyżej)[2];
- Władysław Barański (2006) zwrócił przyznane odznaczenie w proteście przeciw działaniom Urzędu Prezydenta RP w dziedzinie polityki historycznej[24].
- Edmund Bałuka (2006) – odmówił przyjęcia orderu z rąk Lecha Kaczyńskiego[25][26];
- Bogdan Czajkowski (marzec 2008) – „Nie chciałbym, by moja odmowa przyjęcia odznaczenia była odczytywana jako nietakt wobec prezydenta Kaczyńskiego. Chciałem zaprotestować przeciwko temu, że nasze państwo, Rzeczpospolita – skazało mnie na margines życia” – wyjaśnił potem w Radiu Zet. W wywiadzie dla portalu dziennik.pl twierdził natomiast, że odmowa była protestem przeciw nieprzeprowadzeniu w Polsce referendum w sprawie przyjęcia traktatu lizbońskiego[27];
- Marek Chimiak (13 czerwca 2008); został odznaczony za „wybitne zasługi w działalności na rzecz przemian demokratycznych w Polsce” oraz za „osiągnięcia w podejmowanej z pożytkiem dla kraju pracy zawodowej i społecznej.” Odmówił przyjęcia orderu z powodu pominięcia przy odznaczaniu – według niego – znacznie bardziej zasłużonych działaczy Wydawnictwa „NOWA” oraz formy powiadomienia o odznaczeniu (dowiedział się z internetu)[28]; Order ten odebrał 11 listopada 2012 z rąk prezydenta Bronisława Komorowskiego[29];
- Dariusz Wójcik (10 września 2009) – odmowę przyjęcia uzasadnił tym, że odznaczenia wręczał Jan Olszewski, który w latach 70. odmawiał obrony działaczy KPN[20][21];
- Bogdan Migas (12 października 2009) – odesłał order, pisząc w liście do prezydenta: „Gdy dowiedziałem się, że podpisze pan 10 października 2009 roku traktat odbierający Polsce suwerenność, bez odpowiednich zabezpieczeń przed rozbiorem Polski i decydowaniem o własnym losie (...) na znak utraty zaufania do Pana jako głowy państwa polskiego 12 października 2009 r. odsyłam Panu przyznane mi odznaczenie”[30] (przyznane 8 maja 2009 r.);
- Stanisław Czuszel (30 sierpnia 2011) – powody odmowy wyjaśnił w liście zaadresowanym do prezydenta Komorowskiego, który wręczył Henrykowi Wujcowi[31];
- Zygmunt Kozicki (15 września 2011) – wymienił wiele powodów w liście do wojewody rzeszowskiej[32].
- Jerzy Sychut (28 czerwca 2011[33]) – działacz opozycji demokratycznej w latach 70. i 80., odznaczony Krzyżem Oficerskim OOP, odmówił jego przyjęcia[34][35]. W 2012 nie przyjął także Krzyża Wolności i Solidarności[34][35].
- Zbigniew Żukowski (działacz opozycyjny, mieszkający obecnie w USA, 23 kwietnia 2013) – nie odebrał orderu przyznanego w 2009 r. w związku z tym, że nie potrafiono znaleźć jego adresu, ale głównie dlatego że: „Po roku 1989, nie nastąpiło – aż do chwili obecnej – prawdziwe Odrodzenie Polski.”[36]
- Wdowa po senatorze Andrzeju Owczarku odmówiła przyjęcia orderu. W liście do Prezydenta RP pisała o swym mężu: Z niedowierzaniem i rozpaczą obserwował zmiany, jakie nastąpiły w Polsce po 2015 roku, kiedy to zaczęły być łamane zasady ustrojowe zawarte w Konstytucji RP. Z niepokojem obserwował, że są, jak niegdyś, łamane podstawowe prawa i wolności człowieka, a aparat bezpieczeństwa publicznego jest używany przeciwko obywatelom i zamiast służyć ogółowi, służy interesom politycznym jednej partii[37].

###### Krzyż Kawalerski
- ks. Tadeusz Isakowicz-Zaleski (29 marca 1999) – odmówił przyjęcia orderu z rąk prezydenta Kwaśniewskiego[38];
- ks. prof. Tadeusz Styczeń (2000) – stwierdził, że nie może przyjąć odznaczenia nadanego przez prezydenta, który podpisał ustawę o rozszerzeniu aborcji[39];
- Marek Burak (2007)[40];
- Jan Filak (2007)[41];
- Anna Grupińska (2008)[42];
- Aktorzy Teatru Ósmego Dnia zwrócili w marcu 2008 r. Krzyże Kawalerskie (przyznane im z okazji 30-lecia Studenckich Komitetów Solidarności w grudniu 2007 r.) w geście solidarności z Adamem Michnikiem, którego prezydent Lech Kaczyński nie odznaczył w 40. rocznicę wydarzeń marcowych. Byli to:
  - Ewa Wójciak
  - Tadeusz Janiszewski
  - Marcin Kęszycki
  - Adam Borowski[43];
- Agata Mróz-Olszewska (2008) – prezydent Lech Kaczyński nadał jej ten order pośmiertnie „za wybitne osiągnięcia sportowe i heroiczną postawę w walce z nieuleczalną chorobą”[44]. Mąż zmarłej, Jacek Olszewski, odmówił przyjęcia odznaczenia. 9 czerwca 2008 r. podczas ceremonii pogrzebowej w Tarnowie stwierdził, że nie chciałby, aby uroczystość nabrała politycznego wymiaru, zaś odznaczenie jego zdaniem powinni otrzymać lekarze, którzy opiekowali się Agatą Mróz[45];
- Jacek Rakowiecki (czerwiec 2008) – w liście do Lecha Kaczyńskiego napisał, że polityczne przekonania uniemożliwiły mu przyjęcie odznaczenia z rąk Prezydenta III RP. „Znaczenie w tej sprawie ma m.in. sposób potraktowania Lecha Wałęsy. Co można wybaczyć w ustach działacza partyjnego, jest niegodne prezydenta” – stwierdził Rakowiecki;
- Jan Hałas (2009) – odmówił przyjęcia w proteście przeciw podziałom politycznym[46][47];
- Piotr Piętak (7 kwietnia 2010) – miał zostać odznaczony za działalność opozycyjną. W swoim oświadczeniu, opublikowanym m.in. na stronie prawica.net, Piętak napisał, że po formalnym zdelegalizowaniu „Solidarności” w 1982 r. i wyjściu na wolność w 1983 r. zaprzestał on działalności podziemnej. „Wiem, że moja postawa jest – być może – godna potępienia, ale nie zamierzam dzisiaj po latach – wzorem niestety wielu znanych mi ludzi – jej zakłamywać”[48];
- Mateusz Wyrwich (2011) – „Jeśli Bronisław Komorowski nie znalazł miejsca na krzyż przed Pałacem Prezydenckim, to nie mamy honoru przyjmować z jego rąk Krzyża Kawalerskiego Orderu Odrodzenia Polski i zawieszać go na piersi” – powiedział[49]. Order przyjął z rąk Andrzeja Dudy w 2016[50];
- Joanna Łukasiewicz-Wyrwich (2011) – (vide Mateusz Wyrwich powyżej)[49] Order przyjęła z rąk Andrzeja Dudy w 2016[50];
- Zbigniew Hołdys (2011) odmówił przyjęcia odznaczenia, ale nieznana jest jego klasa[51].
- Andrzej Rozpłochowski (2012) – zwrócił przyznany w 2010 roku order w proteście przeciwko wyrokowi w sprawie sprawców stanu wojennego[52];
- Tytus Czartoryski (2013) – Pana decyzje, a następnie bierność, doprowadziły do bezkarnego publicznego bezczeszczenia krzyża jakiego nie było dotąd w historii Polski. Zbył Pan w ten sposób prawo do nadania mi odznaczenia, które nosi zaszczytne imię krzyża[53].
- Wiesław Rachwał (2013) – Wyrażam szacunek dla działań mających na celu przypomnienie i uhonorowanie tych, którzy o wolność, demokrację oraz poszanowanie praw człowieka i obywatela z narażeniem się upominali. Wierny tym wartościom, widząc dziejące się w mojej Ojczyźnie zło; trwanie w wielu segmentach naszego życia zbiorowego przejawów przeczących standardom demokracji, poszanowania praw człowieka i obywatela, a także utratę suwerenności przyczyniającej się do obniżania rangi państwa polskiego powodującej zrywanie więzi z krajem urodzenia, utratę poczucia dumy szerokich rzesz młodego pokolenia z przynależności do polskiej wspólnoty narodowej i państwowej, chcąc być w zgodzie z własnym sumieniem odmawiam przyjęcia[54]
- Bogusław Owoc (3 maja 2014) – sądownictwo w naszym kraju to zorganizowana grupa przestępcza. Jako więzień polityczny z lat 1985–1986 mogę zdecydowanie stwierdzić, że obecne bezprawie jest równie duże jak w tamtych czasach, a nawet większe – powiedział, uzasadniając odmowę[55]
- Leopold Stawecki (2015) – odmówił przyjęcia orderu, uzasadniając: nie jest mi po drodze z panem Mariuszem Kamińskim, którego ułaskawił pan prezydent, panem Macierewiczem i panem Ziobrą[56];
- Paweł Piekarczyk (2018) zwrócił order przyznany mu przez prezydenta Andrzeja Dudę w geście protestu wobec odwołania przez tegoż Antoniego Macierewicza ze stanowiska Ministra Obrony Narodowej w styczniu 2018 roku[57].
- Prof. Grzegorz Gorzelak w 2018 roku zwrócił odznaczenie przyznane mu w 2016 roku przez prezydenta Andrzeja Dudę, stwierdzając „Tego wysokiego odznaczenia państwowego nie mogę od Pana przyjąć. Sprawując najwyższy urząd w państwie, wielokrotnie złamał Pan Konstytucję RP, przyczyniając się do powstania i pogłębiania chaosu prawnego i politycznego w naszym kraju oraz radykalnie osłabiając dotychczas wysoką, zasłużoną pozycję Polski w świecie”[58].
- Bogdan Czajkowski w listopadzie 2018 roku zwrócił odznaczenie przyjęte w 2010 roku, stwierdzając „W środowisku ludzi przyzwoitych niedopuszczalną byłaby sytuacja, w której łajdak jest traktowany identycznie – i to z równymi honorami – jak jego… ofiara”. Słowa te dotyczyły nieodebrania tego samego odznaczenia Zbigniewowi Niemczyckiemu. Ponadto zarzucił prezydentowi RP Andrzejowi Dudzie „szkodliwe dla Polski działania i zaniechania”, polegające m.in. na odmowie odtajnienia i publikacji tzw. aneksu do raportu z likwidacji WSI, odmowie udekorowania Orderem Orła Białego płk. Ryszarda Kuklińskiego, dymisji Antoniego Macierewicza oraz zawetowaniu ustaw sądowych w 2017 roku[59].
- Irena Telesz-Burczyk powiedziała: kiedy dowiedziałam się, że mam go osobiście przyjąć z rąk Andrzeja Dudy, odmówiłam bez wahania, nie zhańbiłam się. Jeśli mam podać rękę temu człowiekowi, to rezygnuję z jakiegokolwiek odznaczenia[60].
- Tomasz Dariusz Wojciechowski[61] (13 września 2022) – odmówił przyjęcia orderu od prezydenta A. Dudy.

##### Order Zasługi Rzeczypospolitej Polskiej
Uwaga: nie wszystkie ordery na poniższej liście były przyznane obywatelom polskim.
- Annette Laborey (2017) odmówiła przyjęcia Krzyża Kawalerskiego zarzucając polskim władzom m.in.: podeptanie zasady rozdziału państwa od Kościoła, zniesienie prawa do aborcji, legalizację ONR-u i Młodzieży Wszechpolskiej oraz kategoryczną odmowę przyjęcia ofiar wojny syryjskiej[62]
- Alberto Stebelski-Orlowski (2017) odmówił przyjęcia z rąk prezydenta Andrzeja Dudy Krzyża Oficerskiego w ramach protestu przeciw temu, co obecnie dzieje się w Polsce[63].

##### Krzyż Zasługi

###### Złoty
- Jan Beszta-Borowski (2001) – nie przyjął odznaczenia w ramach protestu przeciw doznanym krzywdom[64][22].
- Krzysztof Czuma (21 marca 2010) – zwrócił krzyż, stwierdzając: „Pan Prezydent pominął szereg zasłużonych działaczy podziemnego NZS, za to nieproporcjonalnie wyróżnił liczne osoby, które – według mojej wiedzy – nie miały żadnego związku ze strukturami podziemnymi, za to obecnie wspierają obóz polityczny Pana Prezydenta lub po prostu związane są towarzysko z politykami PiS”[65];
- Paweł Perchel (2011) – Odznaczenie zostało mu przyznane przez prezydenta RP Bronisława Komorowskiego postanowieniem z dnia 6 października 2010 r. za działalność społeczną i związkową, zwłaszcza dotyczącą działalności w podziemnej opozycji. Paweł Perchel m.in. wspólnie z Pawłem Bargiełowskim, Robertem Adamczykiem oraz Teresą Barszowską drukował i wydawał nielegalne pisma „LUD”, „Pro Kontra” oraz „Nasze Sprawy”[66].

###### Srebrny
- Wiesław Ukleja (2001) – w sprzeciwie wobec prezydentury Aleksandra Kwaśniewskiego[67].

##### Krzyż Narodowego Czynu Zbrojnego
- Mieczysław Dukalski (1997) – wraz z żoną mieli być odznaczeni w Ambasadzie RP w Paryżu. W liście skierowanym do Ambasadora RP wyjaśnili, iż: „osoba aktualnego Prezydenta Polski Pana Aleksandra Kwaśniewskiego jest jedynym powodem do odmowy”[68].

##### Krzyż Wolności i Solidarności
Krzyż ten został ustanowiony ustawą z dnia 5 sierpnia 2010 r. Po raz pierwszy Krzyż został nadany w czerwcu 2011 r. przy okazji obchodów 35. rocznicy Wydarzeń Radomskich. Zgodnie z ustawą wnioski o nadanie Krzyża Wolności i Solidarności przedstawia Prezydentowi Prezes IPN. Po ustanowieniu tego odznaczenia oddziały IPN-u wysłały ankiety do osób represjonowanych w czasach PRL, które spełniają warunki określone w ustawie. Wzór ankiety określony jest w załączniku do Rozporządzenia Prezydenta RP z 2 lutego 2011 r. zmieniającego rozporządzenie w sprawie szczegółowego trybu postępowania o nadanie orderów i odznaczeń oraz wzorów odpowiednich dokumentów. Warunkiem wystąpienia Prezesa IPN do Prezydenta RP o nadanie odznaczenia było wyrażenie zgody w ankiecie na jego przyjęcie przez nominowanego („Wyrażam zgodę na przedstawienie wniosku o odznaczenie mnie Krzyżem Wolności i Solidarności”). W sumie zostało rozesłanych kilka tysięcy ankiet. Wśród odpowiedzi na ankiety do oddziałów IPN spłynęło również kilkanaście odmów przyjęcia Krzyża, m.in. od takich osób, jak (układ chronologiczny):
- Stanisław Fudakowski (16 maja 2011 r.) – „Obecny prezydent Bronisław Komorowski, który miałby nam przyznać odznaczenia, jako polityk PO i marszałek Sejmu, a przede wszystkim członek Solidarności nie zachował należytego szacunku dla byłego działacza Solidarności, byłego wiceprzewodniczącego Komisji Krajowej, byłego prezydenta RP, który zginął w katastrofie smoleńskiej wypełniając swoje obowiązki wobec narodu” – napisał wraz z 3 innymi członkami Stowarzyszenia „Godność” do Kolegium IPN[73];
- Czesław Nowak (16 maja 2011) – vide argument Stanisława Fudakowskiego;
- Józef Raszewski (16 maja 2011) – vide argument Stanisława Fudakowskiego;
- Alojzy Szablewski (16 maja 2011) – vide argument Stanisława Fudakowskiego;
- Krzysztof Wyszkowski (16 maja 2011) – napisał list wspólnie z członkami Stowarzyszenia „Godność”, vide argument Stanisława Fudakowskiego.
- Joanna Radecka (21 maja 2011) – „Pan Bronisław Komorowski, jeszcze jako Marszałek Sejmu, w roku 2008 wstrzymał prace nad projektem ustawy o uprawnieniach kombatantów i osób represjonowanych (...) nie podjął działań dla pełnego rzetelnego wyjaśnienia tragedii smoleńskiej ani nie zachował szacunku dla pamięci jej ofiar, szczególnie swojego poprzednika (...) zaprosił generała Wojciech Jaruzelskiego jako eksperta na posiedzenie Rady Bezpieczeństwa Narodowego pomimo ciążących na nim oskarżeń w procesach grudnia 1970 i za wprowadzenie stanu wojennego” – napisała w liście do Prezesa IPN[74];
- Jan Beszta-Borowski (21 maja 2011) – nie wyraził zgody na otrzymanie odznaczenia. W piśmie odmownym do prezesa IPN zrzekł się wszystkich odznaczeń: W odpowiedzi na Pana pismo z przykrością informuję iż odmawiam mojej zgody na odznaczenie mnie przez Prezydenta RP Krzyżem Wolności i Solidarności. (...) Nigdy, za żadnej komuny nie doznałem takich krzywd i cierpień jak obecnie w „wolnej” Polsce! Dlatego nie mogę przyjąć do końca moich dni żadnych odznaczeń[75].
- 2015, za wybitne zasługi w działalności na rzecz przemian demokratycznych w Polsce, prezydent Andrzej Duda nadał mu Krzyż Komandorski Orderu Odrodzenia Polski[76], którego nie przyjął[22];
- dr Elżbieta Morawiec (przed 9 lipca 2011) – „Nie życzę sobie, żeby prezydent Komorowski mi cokolwiek przyznawał. (...) Jestem zaszczycona i wdzięczna IPN za wytypowanie mnie do Krzyża Wolności i Solidarności. To mi wystarczy. Odznaczenia nie przyjmę, bo nie o taką Polskę, traktowaną jak postaw sukna przez pp. Tuska i Komorowskiego walczyłam ja i dziesiątki tysięcy innych, zwykłych ludzi” odpisała w ankiecie[72];
- Andrzej Gwiazda (przed 9 lipca 2011 r.) – „Otrzymaliśmy te ankiety, nie wysłaliśmy pisemnej odpowiedzi, ale poinformowaliśmy IPN przy innej okazji, że nie przyjmiemy tych odznaczeń”[72];
- Joanna Duda-Gwiazda – j.w.;
- Wiesława Kwiatkowska (przed 9 lipca 2011) – jej córka, Małgorzata Sokołowska odmówiła odebrania nadanego pośmiertnie krzyża, uzasadniając: „Nie można jedną ręką witać człowieka oskarżonego o zbrodnie, a drugą – dawać odznaczenia ludziom, którzy w okresie stanu wojennego bronili niepodległości Polski”[77], do IPN-u napisała, że jej nieżyjąca matka: „byłaby zaszczycona uznaniem przez IPN, ale nie przyjęłaby go z rąk prezydenta Komorowskiego. (...) Po tym, jak prezydent Komorowski zaprosił na posiedzenie Rady Bezpieczeństwa Narodowego Wojciecha Jaruzelskiego: człowieka oskarżonego w procesie o sprawstwo kierownicze grudniowej masakry w grudniu 1970 r. w Gdyni i Gdańsku, od kilkunastu lat skutecznie unikającego osądzenia. Gdy tymczasem jedyną osobą skazaną za Grudzień ’70 była właśnie Wiesława Kwiatkowska”[72];
- Ryszard Wyczachowski (27 lipca 2011) – „Nie za taką Polskę jak obecna, poszedłem do więzienia w stanie wojennym. Nie mogę zatem przyjąć żadnego odznaczenia z rąk tego prezydenta. Prezydent Bronisław Komorowski zamiast mnie, niech odznaczy ponownie Adama Michnika Orderem Orła Białego (...) Nie chcę też odbierać tego odznaczenia w towarzystwie bełchatowian, którzy w stanie wojennym byli internowani niejako hurtem” – powiedział w wywiadzie dla bełchatowskiego tygodnika „Fakty”[78];
- Jan Kochanek (3 września 2012) – nie przyjął swojego odznaczenia tłumacząc, że protestuje przeciwko polityce rządu – między innymi dlatego, że nie podoba mu się sposób wyjaśniania przyczyn katastrofy smoleńskiej[79];
- Jerzy Sychut (2012) – działacz opozycji demokratycznej w latach 70. i 80., odmówił podpisania wniosku o nadanie odznaczenia[34][35]. Rok wcześniej odmówił także przyjęcia Krzyża Oficerskiego OOP[34][35];
- Olgierd Wojciechowicz (9 stycznia 2013) – tak formuła jego nadania, wymagająca wyrażenia zgody na przedstawienie wniosku, jak również fakt, iż konieczna jest do tego zgoda osoby obecnie sprawującej funkcję Prezydenta Rzeczypospolitej Polskiej zmusza mnie do tego, aby odmówić. Po pierwsze nie akceptuję faktu, że „Krzyż Wolności i Solidarności” jako jedyny spośród wszystkich polskich orderów i odznaczeń państwowych wymaga wyrażenia – jeszcze przed rozpoczęciem procedury – pisemnej zgody osoby, mającej być wyróżnioną, na przedstawienie takiego wniosku! Prezydent Bronisław Komorowski wprowadził dziwną praktykę: nagradzany musi w pewnym sensie „poprosić” o odznaczenie i wcześniej wyrazić zgodę, na to, że Prezydent być może przychyli się do jego prośby. Drugą przyczyną mojej odmowy jest fakt nienależytej obrony Majestatu Rzeczypospolitej po katastrofie prezydenckiego samolotu w Smoleńsku. Postawa Bronisława Komorowskiego, polegająca na pospiesznym – jeszcze przed oficjalnym stwierdzeniem śmierci prezydenta Lecha Kaczyńskiego – objęciu urzędu, jego stosunek do osób obchodzących żałobę i modlących się w centrum Warszawy, jak również brak z jego strony woli ustalenia prawdziwych przyczyn katastrofy powodują, iż nie chcę przyjmować z jego rąk jakichkolwiek odznaczeń[80];
- Wojciech Gędek (czerwiec 2013) – wyjaśniał w piśmie do prezydenta; prezydent Komorowski był sprawcą usunięcia krzyża z Krakowskiego Przedmieścia w Warszawie, który Polacy postawili, aby uczcić pamięć jego poprzednika Lecha Kaczyńskiego oraz innych ofiar pielgrzymki do Katynia sprzed trzech lat. Tym samym pan Komorowski, według mnie, nie ma moralnego prawa nadawać tych odznaczeń. Jest to mój protest co do sposobu pełnienia przez niego urzędu prezydenta RP[81];
- Krystyna Ruchniewicz-Misiak (luty 2014) w odpowiedzi na ankietę napisała do prezesa IPN list, w którym wyjaśniła, że prezydent Komorowski jest w jej oczach osobą niewiarygodną, bo zaprosił na posiedzenie Rady Bezpieczeństwa Narodowego twórcę stanu wojennego w 1981 r. w Polsce gen. Wojciecha Jaruzelskiego. Wskazała też, że głosował przeciwko likwidacji WSI, a obecnie atakuje posła Antoniego Macierewicza (PiS)[82];
- Stanisław Kukiełka (12 listopada 2014) – uzasadnił w liście przesłanym do Konsulatu w Nowym Jorku: 1. Mój honor nie pozwala mi na przyjęcie czegokolwiek od osoby, która mnie ignoruje i lekceważy, 2. Mój honor nie pozwala mi na przyjęcie czegokolwiek od osoby, która oddała dochodzenie w sprawie śmierci ŚP. Prezydenta RP Lecha Kaczyńskiego, jego małżonki i 94 najwyższych urzędników i przedstawicieli Państwa Polskiego obcemu mocarstwu, tym samym abdykując swą suwerenność na rzecz obcych i wrogich Polskiej racji stanu interesów, 3. Mój honor nie pozwala mi na przyjęcie czegokolwiek od osoby, za której przyzwoleniem wystawione zostało na pośmiewisko na arenie międzynarodowej dobre imię i reputcja Polskich Sił Powietrznych, oraz honor i dobre imię ich dowódcy, Śp. Generała Andrzeja Błasika i pilotów rządowego Tupolewa TU-154M, którzy zginęłi nad Smoleńskiem 10 kwietnia 2010 roku. 4. 30 maja 2014 pogrzeb Jaruzelskiego z wojskowymi honorami odebrałem jako osobisty policzek, 5. Przyjęcie odznaczenia oznaczałoby, że bez zastrzeżeń identyfikuję się z takową zakłamaną rzeczywistością polityczna w Kraju[83].
- prof. Ludwik Turko (grudzień 2015) – odmówił przyjęcia krzyża, motywując to oceną działań prezydenta Andrzeja Dudy w sporze dotyczącym Trybunału Konstytucyjnego, uznając je za świadome naruszanie Konstytucji RP[84][85].
- Andrzej Łoziński, który otrzymał Krzyż na mocy postanowienia z 16 listopada 2015 roku[86], zwrócił go po kilku miesiącach, pisząc do prezydenta Dudy: w czasie swej krótkiej kadencji wielokrotnie sprzeniewierzył się Pan przysiędze prezydenckiej, łamiąc Konstytucję, lekceważąc i dzieląc Polaków, wykazując serwilizm wobec Pańskich mocodawców. Tym samym stracił Pan mój szacunek jako prawnik, jako człowiek i jako prezydent! Zwracam i odsyłam Panu to odznaczenie![87].
- Ryszard Pusz (lipiec 2016) odmówił przyjęcia odznaczenia, pisząc do Prezydenta: Nie mogę zaakceptować sytuacji, w której Pana obóz polityczny czyni bohaterami prokuratorów i sędziów stanu wojennego, przeciwstawiania ich ludziom dawnej opozycji. Nie mogę pogodzić się z plugastwem agresywnego języka propagandy telewizji publicznej kontrolowanej przez Pana przyjaciół politycznych[88].
- Lech Kosiak (grudzień 2016) odmówił przyjęcia odznaczenia z rąk prezydenta Andrzeja Dudy, argumentując, iż prezydent Andrzej Duda łamie konstytucję, nie kieruje się ideałami Solidarności oraz nie przestrzega wyroków Trybunału Konstytucyjnego[89].
- Krzysztof Leski (maj 2017) odmówił przyjęcia odznaczenia, argumentując, że pan prezydent Andrzej Duda dzieli więc na lepszy i gorszy sort nawet tych, których nagradza medalami[90].
- Zygmunt Łenyk (31 maja 2017) odmówił, pisząc: odmowa moja jest protestem przeciwko systematycznemu łamaniu przez Pana Prezydenta Konstytucji Rzeczpospolitej Polskiej[91].
- Kinga Kamińska (12 czerwca 2017) w czerwcu 2017 roku zwróciła odznaczenie przyznane jej w 2015 roku przez prezydenta Andrzeja Dudę, pisząc Nie jestem w stanie żyć ze świadomością, że mam odznaczenie, które, zgodnie z podpisem na legitymacji, przyznał mi prezydent łamiący standardy demokratycznego państwa, standardy, o które walczyłam w latach 80. Odmówiła też przyjęcia odznaczenia przyznanego jej matce, Barbarze Kojer[92].
- Aleksandra Górska i Tomasz Barański (20 czerwca 2017), dzieci Władysława Barańskiego – żołnierza AK, odmówiły przyjęcia odznaczenia przyznanego ich ojcu przez prezydenta Andrzeja Dudę, twierdząc iż nie możemy przyjąć tego odznaczenia, gdyż nadane jest przez Prezydenta, który gwałci Konstytucję RP i łamie standardy demokratycznego państwa prawa, standardy, o przestrzeganie których przez wiele lat walczył nasz Ojciec[93].
- Stefan Niesiołowski (czerwiec 2017) odmówił odbioru odznaczenia, stwierdzając: Ta pisowska instytucja [IPN] jest mieszaniną bieżącej podłości politycznej i fałszowania historii. Są w kolegium tacy ludzie, jak choćby Andrzej Gwiazda i Krzysztof Wyszkowski, nagrodzeni w ten sposób przez PiS. Dzisiaj ci ludzie biorą nasze, podatników, pieniądze, duże pieniądze, za szkalowanie Wałęsy i Frasyniuka[94].
- Krzysztof Siemieński (22 lutego 2018) odmówił przyjęcia odznaczenia, pisząc do prezydenta: Ślubował Pan jednak stanie na straży Konstytucji. Mówił Pan wtedy o sobie, że jest człowiekiem niezłomnym. Niestety, ze smutkiem stwierdzam, że niezłomny jest Pan co najwyżej jak plastelina w rękach prezesa rządzącej dzisiaj Polską partii[95].
- Andrzej Jan Sokołowski (15 czerwca 2018) odmówił przyjęcia odznaczenia, stwierdzając m.in. w liście do IPN, że „Mamy dziś dyktaturę partyjną”[96].
- Tomasz Dariusz Wojciechowski[97] (13 września 2022) – odmówił przyjęcia odznaczenia od prezydenta A. Dudy.

##### Krzyż Zesłańców Sybiru
- Wojciech Jaruzelski (26 marca 2006) – komentując ten fakt, stwierdził, że cieszy się, iż prezydent Kaczyński wzniósł się ponad historyczne podziały. Po ujawnieniu tego faktu przez TVN Kancelaria Prezydenta oświadczyła, że Jaruzelski został odznaczony przez pomyłkę, gdyż „Prezydent akceptował tylko postanowienia, nie zaś listy osób” i nie zdawał sobie sprawy, że na liście występuje Wojciech Jaruzelski[98]. Po tym oświadczeniu Jaruzelski odesłał otrzymane odznaczenie[99] prezydentowi Lechowi Kaczyńskiemu.

##### Medal za Długoletnią Służbę

###### Złoty
- Piotr Kuropatwiński (2017) odmówił przyjęcia Złotego Medalu za Długoletnią Służbę z rąk prezydenta Andrzeja Dudy jako „prezydenta, który zobowiązał się stać na straży konstytucji, ale zachowuje się jak przedstawiciel narzuconej z zewnątrz władzy – władzy, która nie obala od razu praw i instytucji cywilnych, ale je powoli ukazami podkopuje i roztacza”[100],
- Stanisław Dembowski (2017), inżynier z Lublina, pracujący przy budowie mieszkań w okresie PRL, odmówił przyjęcia Złotego Medalu za Długoletnią Służbę, przyznanego mu przez prezydenta Andrzeja Dudę z uwagi na słowa tegoż iż „dzisiaj dzieci i wnuki zdrajców Rzeczypospolitej, którzy tutaj walczyli o utrzymanie sowieckiej dominacji nad Polską, zajmują wiele eksponowanych stanowisk w różnych miejscach, w biznesie, mediach”. Stanisław Dembowski stwierdził, że Medal mu się nie należy, gdyż m.in. „przyczynił się do powstania mieszkań, w których zamieszkali również członkowie PZPR”[101].
- Wykładowcy Uniwersytetu Medycznego w Łodzi, prof. Wojciech Bielecki (2017) oraz prof. Ludmiła Żylińska (2018) zwrócili odznaczenia przyznane im przez prezydenta Andrzeja Dudę. Prof. Bielecki oświadczył, że „Nie mogę przyjąć czegoś, co pochodzi z nadania człowieka, który jest z wykształcenia prawnikiem z cenzusem uniwersyteckim, a który w sposób świadomy łamie Konstytucję RP. Konstytucję, na którą przecież Pan przysięgał – i to deklarując publicznie poszukiwanie pomocy Boga dla jej przestrzegania!”, natomiast prof. Żylińska nie skomentowała swojej decyzji[102][103].
- Teresa Kalina (2023) odznaczenie otrzymała 19 września 2018 i zwróciła 14 czerwca 2023, motywując to sprzeciwem wobec łamania konstytucji przez prezydenta Andrzeja Dudę[104][105].

###### Brązowy
- Andrzej Kompa (2018), wykładowca Uniwersytetu Łódzkiego, odmówił przyjęcia Brązowego Medalu za Długoletnią Służbę z rąk prezydenta Andrzeja Dudy, stwierdzając m.in. w liście otwartym do prezydenta: W moim przekonaniu, wykonując funkcję Prezydenta RP, sprzeniewierzył się Pan misji głowy państwa i złożonej przysiędze[106].

##### Medal za Długoletnie Pożycie Małżeńskie
- Daniel Śleboda wraz z żoną (2018) odmówili przyjęcia Medalu za Długoletnie Pożycie Małżeńskie z rąk prezydenta Andrzeja Dudy, stwierdzając m.in.: „Jeśli zmieni się prezydent to bardzo chętnie przyjmiemy to odznaczenie. Na razie wszystko popsuł Andrzej Duda. Jedyna dobra rzecz w tej sytuacji to fakt, że będzie nas to mobilizowało, by razem dotrwać do czasu zmiany w pałacu”[107].

#### Odznaczenie nadane przez inne polskie instytucje
- Alina Cała – Brązowy Medal „Zasłużony Kulturze Gloria Artis” (2015) – odmówiła przyjęcia na znak protestu wobec sytuacji w Żydowskim Instytucie Historycznym, który jest – jej zdaniem – bardzo źle zarządzany[108].
- Siedmioro pisarzy: Piotr Matywiecki i Kazimierz Orłoś nominowani do złotego medalu „Zasłużony Kulturze Gloria Artis”; Iwona Smolka, Tomasz Łubieński, Adriana Szymańska (troje nominowani do srebrnych medali) oraz Maria Jentys-Borelowska i Grzegorz Kasdepke nominowani do brązowego medalu (2016), odmówiło przyjęcia medali, protestując przeciw działaniom ministra kultury Piotra Glińskiego[109][110].
- Mariusz Błaszczak, minister spraw wewnętrznych i Administracji odmówił przyjęcia Odznaki „Zasłużony dla Ochrony Przeciwpożarowej” przyznanej mu przez Ministra Spraw Wewnętrznych i Administracji[111]

### Ordery i odznaczenia zagraniczne
- Lech Wałęsa – Order Witolda Wielkiego (2011) (odznaczenie litewskie). Zapowiedział, że odbierze order, gdy Litwa zacznie lepiej traktować żyjących tam Polaków[112];
- Andrzej Gwiazda – Truman-Reagan Medal of Freedom zwany Medalem Wolności (2005)[113].